# Ivan Iskra
Ivan Ivanovyč Iskra (ukr. Іван Іванович Іскра) (u. 3. lipnja 1708.), ukrajinski vojni i politički vođa Zaporoške vojske. bio je pukovnik poltavskog puka (1696. – 1703.). Pripadao je koaliciji protiv Hetmanšćine (države zaporoških Kozaka), koaliciji koju je predvodio Vasilj Leontijovyč Kočubej. Pozne 1707. Kočubej i Iskra dostavili su pismo carskom dvoru koje je optužilo Ivana Mazepu da je načeo pregovore sa Stanislavom I. Lešćinskim (kraljem Poljske, velikom vojvodom Litve, vojvodom Lotargije i grofom Svetog Rimskog Carstva) i Karlom XII. Švedskim. 
Peter Veliki nije vjerovao pismu i obezglavio je obojicu. Poslije je car shvatio da su bili u pravu, pa ih je ponovo pokopao kod Refektorijske crkve u Kijevo-pečerskoj lavri (v. Trapezna palača).